# Edwin Wyndham-Quin
Edwin Richard Wyndham-Quin (19 mai 1812 - 6 octobre 1871) est un pair britannique, membre du Parlement et archéologue.
Il est titré vicomte Adare de 1824 à 1850, avant d'être titré comte de Dunraven et Mount-Earl. Fils de Windham Quin (2e comte de Dunraven et Mount-Earl), il accède au comté à la mort de son père en 1850.
Avec George Petrie, Lord Dunraven est crédité d'avoir "jeté les bases d'une solide école d'archéologie" en Irlande .

## Famille
Le troisième comte de Dunraven et Mount-Earl dans la pairie d'Irlande et le premier baron Kenry du Royaume-Uni (1812–1871), né le 19 mai 1812 à Londres, est le fils unique de Windham Henry, deuxième comte. Son grand-père, Valentine Richard Quin (1752–1824), en tant que fervent partisan de l'union, est recommandé par Charles Cornwallis pour une pairie, avec le titre de baron Adare (31 juillet 1800). Il est en outre créé vicomte Mount-Earl en 1816 et comte de Dunraven en 1822.
Wyndham-Quin fait ses études au Collège d'Eton et au Trinity College, Dublin, obtenant un BA en 1833 . Il se convertit au catholicisme romain en 1855 .
Le père du troisième comte, Windham Henry Quin, deuxième comte de Dunraven (1782–1850), prend en 1815 le nom supplémentaire de Wyndham venant de sa femme. Il représente le comté de Limerick au parlement de 1806 à 1820 et est un pair représentatif de l'Irlande de 1839 jusqu'à sa mort. La mère du troisième comte, Caroline, est fille et héritière de Thomas Wyndham du château de Dunraven, Glamorganshire. Elle hérite de la propriété de son père dans le Gloucestershire, ainsi que du domaine Wyndham dans le Glamorganshire. Elle meurt le 26 mai 1870.

## Service parlementaire et public
En tant que vicomte Adare, il siège en tant que député conservateur du Glamorganshire des élections générales de juillet 1837 à 1851. À la Chambre des communes, il est un partisan du catholicisme. Son activité politique vise en grande partie à sauvegarder l'éducation religieuse en Irlande. Il est par la suite l'un des commissaires à l'éducation en Irlande. Il succède à son père comme troisième comte de la pairie irlandaise en 1850 et se retire de la Chambre des communes l'année suivante.
Le 12 mars 1866, il est nommé chevalier de Saint-Patrick et, le 11 juin de la même année, est créé pair du Royaume-Uni, avec le titre de baron Kenry, de Kenry, comté de Limerick. Il est lord lieutenant du comté de Limerick de 1864 jusqu'à sa mort.

## Activités académiques
Dunraven est profondément intéressé par les activités intellectuelles. Pendant trois ans, il étudie l'astronomie sous la direction de William Rowan Hamilton à l'observatoire de Dublin et acquiert une connaissance approfondie des aspects pratiques et théoriques de la science. Il étudie les phénomènes du spiritisme et est convaincu de leur authenticité. Son fils, le quatrième comte, lui prépare des comptes rendus minutieux des séances que Daniel Dunglas Home dirige avec son aide en 1867-1868. Les rapports sont imprimés en privé sous le titre Experiences in Spiritualism with Mr.DD Home, avec une introduction lucide de Dunraven, en 1869 et retirés par la suite .
L'intérêt principal de Dunraven se porte sur l'archéologie. Il est associé à George Petrie, Stokes et à d'autres archéologues irlandais dans la fondation de l'Irish Archaeological Society en 1840 et de la Celtic Society en 1845. En 1849 et 1869, il préside les réunions de l'Association archéologique cambrienne tenues à Cardiff et Bridgend, et en 1871, il est président d'une section de l'Institut royal d'archéologie. En 1862, il accompagne Charles de Montalembert  lors d'une tournée en Écosse et, cinq ans plus tard, voyage en France et en Italie, en vue de faire une étude spéciale des campaniles. Mais l'archéologie irlandaise l'occupe principalement. Il aurait visité toutes les baronnies d'Irlande et presque toutes les îles au large de la côte. Il est généralement assisté par un photographe, et William Stokes et Mlle Margaret Stokes sont souvent en sa compagnie.
Après la mort de Petrie en 1866, Dunraven prend sur lui de terminer son livre, Notes on Irish Architecture. Il passe quatre ans à voyager et à travailler sur Notes, deux longs folios publiés après sa mort, sous la direction de Margaret Stokes, avec une préface du quatrième comte de Dunraven et des notes de Petrie et Reeves. L'œuvre est illustrée par 161 gravures sur bois, à partir de dessins de G. Petrie, WF Wakeman, Gordon Hills, Margaret Stokes, Lord Dunraven et autres, en plus de 125 planches fines. La première partie porte sur les bâtiments en pierre avec et sans ciment et la seconde partie sur les beffrois et l'art roman irlandais.
En annexe au livre de sa mère, Memorials of Adare Manor, Dunraven compile un traité minutieux et exhaustif sur les vestiges architecturaux dans le quartier d'Adare. Une partie de ceci, traitant de la tour ronde et de l'église de Dysart, est réimprimée dans le vol. II. des «Notes». Beaucoup de ces bâtiments à moitié ruinés sont, par la munificence de Dunraven, mis à disposition à des fins religieuses. Il donne quelques articles précieux à la Royal Irish Academy. Montalembert lui dédie un volume de ses Moines de l'Ouest.
Il est élu membre de l'Institut royal d'archéologie en 1831, membre de la Royal Society of Arts en 1836, membre de la Royal Geographical Society en 1837 et, le 10 avril 1834, devient membre de la Royal Society.
Il meurt à l'hôtel impérial, Great Malvern, le 6 octobre 1871, et est enterré à Adare le 14 octobre.

## Famille et vie personnelle
Il épouse le 18 août 1836, Augusta Charlotte Goold (décédée en 1866), la troisième fille de Thomas Goold, écuyer, de Rossbrien, Dromadda et Athea, maître à la cour irlandaise de la chancellerie. Ils ont au moins huit enfants, deux fils étant mort-nés :
- Windham Wyndham-Quin (4e comte de Dunraven et Mount-Earl) (1841–1926)
- Caroline Adelaide Wyndham-Quin (15 mai 1838 - 2 juillet 1853)
- Augusta Emily Wyndham-Quin (10 août 1839-11 février 1877), épouse Sir Arthur Vivian
- Mary Frances Wyndham-Quin (25 novembre 1844-21 septembre 1884), épouse Arthur Smith-Barry (1er baron Barrymore)
- Edith Wyndham-Quin (7 septembre 1848-1885)
- Emily Anna Wyndham-Quin (21 janvier 1848-1940)

Le 27 janvier 1870, il se remarie à Anne, fille de Henry Lambert, de Carnagh, Wexford, qui, après sa mort, épouse Hedworth Jolliffe (2e baron Hylton).
Un portrait de sa première femme, décédée le 22 novembre 1866, est peint par Hayter et gravé par Holl. Leur fils, le quatrième comte, sous-secrétaire des colonies en 1885–1886 et à nouveau en 1886–1887, devient un homme politique et plaisancier irlandais actif.
Il y a des portraits à Adare Manor du premier comte de Dunraven par Batoni, et du troisième comte et de la comtesse par T. Philipps, ainsi que des bustes des premier et deuxième comtes .
En 1855, Dunraven achète " Garinish Island " près de Sneem (comté de Kerry, République d'Irlande) comme maison de vacances à la famille Bland du château de Derryquin. Il charge l'architecte James Franklin Fuller (1835-1924) et l'entrepreneur en bâtiment Denis William Murphy (1799-1863, père de William Martin Murphy) de créer une maison, plus tard appelée «Garinish Lodge», et un jardin sur l'île. Son fils, le 4e comte de Dunraven et Mount-Earl, développe le jardin à partir de 1900 en un jardin sauvage subtropical, qui existe encore aujourd'hui.